# Papyrus de Cléopâtre

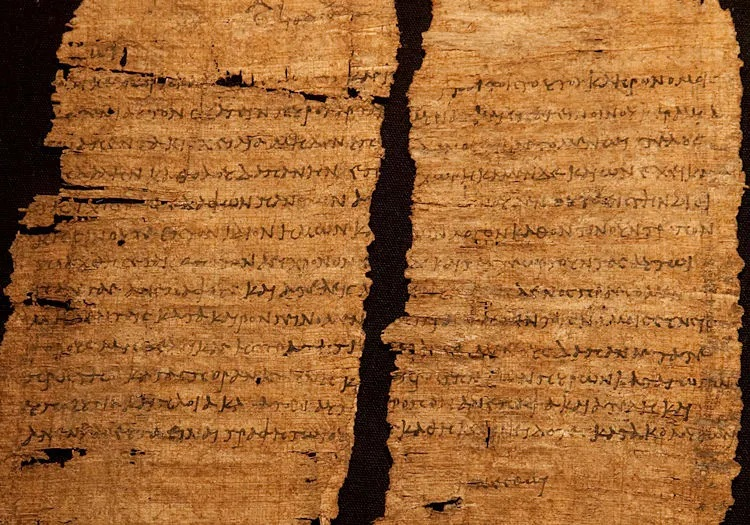
Papyrus de Cléopâtre.

Le papyrus dit de Cléopâtre (ou papyrus P.Bingen 45) est un manuscrit de l'époque ptolémaïque, rédigé en grec et daté du 23 février 33 av. J.-C., dont la signature est attribuée à Cléopâtre VII Philopator. Il est conservé au Musée égyptien de Berlin, installé au Neues Museum depuis 2009, sous le numéro d'inventaire P. 25239. Ce texte administratif fournit un aperçu des relations égypto-romaines de l'époque et apporte une preuve possible de corruption en affaires. L'historien Bernard Legras le qualifie à ce titre de « document exceptionnel ».

## Contenu
Le contenu du manuscrit est un prostagma (décret) accordant de généreuses exemptions fiscales à un Romain : le blé qu'il exporte d'Égypte, ainsi que le vin qu'il importe de Grèce, sont dispensés des droits normalement perçus sur ces marchandises. Ces privilèges touchent aussi les navires et les animaux de trait lui appartenant. Le nom du bénéficiaire est en partie illisible : Peter van Minnen, le premier à publier le papyrus, lit « Π̣ο̣π̣λ̣ίωι Κανιδ̣[ίω]ι » et l'identifie avec l'homme d'affaires, militaire et politicien romain Publius Canidius Crassus, un des lieutenants de Marc Antoine ; Klaus Zimmermann lit « Κ̣ο̣ί̣ν̣τ̣ωι Κασκ[ελίω]ι » et propose Quintus Cascellius, qui peut être identifié avec un financier actif en Asie Mineure, patron de la cité de Caunos et qui appartient à une famille de financiers romains, la gens Cascellia qui possède des terres en Égypte,.
Le texte est terminé par le mot grec γινέσθωι (ginesthō : « qu'il en soit ainsi »). Ce paraphe, d'une écriture différente du corps du texte, serait de main de Cléopâtre VII pour certains spécialistes,, d'autres l'attribuant plutôt à un haut fonctionnaire,.
S'il constitue une preuve de l'intégration des Romains dans l'économie égyptienne avant même l'annexion du pays à l'Empire, son interprétation comme un fait de corruption reste débattue,.

## Découverte et publication
Le papyrus faisait partie du cartonnage d'une momie égyptienne provenant du site archéologique d’Abousir el-Meleq, dans le nome Hérakléopolite, et conservée au Musée égyptien de Berlin : il avait été « recyclé » pour la fabrication de ce sarcophage bon marché, obtenu en agglomérant de vieux papyrus (la plupart étant d'ordre administratif) selon une méthode proche du papier mâché. Il a été découvert et publié en 2000.